# University of California College of the Law, San Francisco
Das University of California College of the Law, San Francisco (kurz UC Law SF oder UC Law) ist eine staatliche Law School in San Francisco. Bis 2023 hieß die Hochschule University of California, Hastings College of the Law, kurz UC Hastings.

## Geschichte

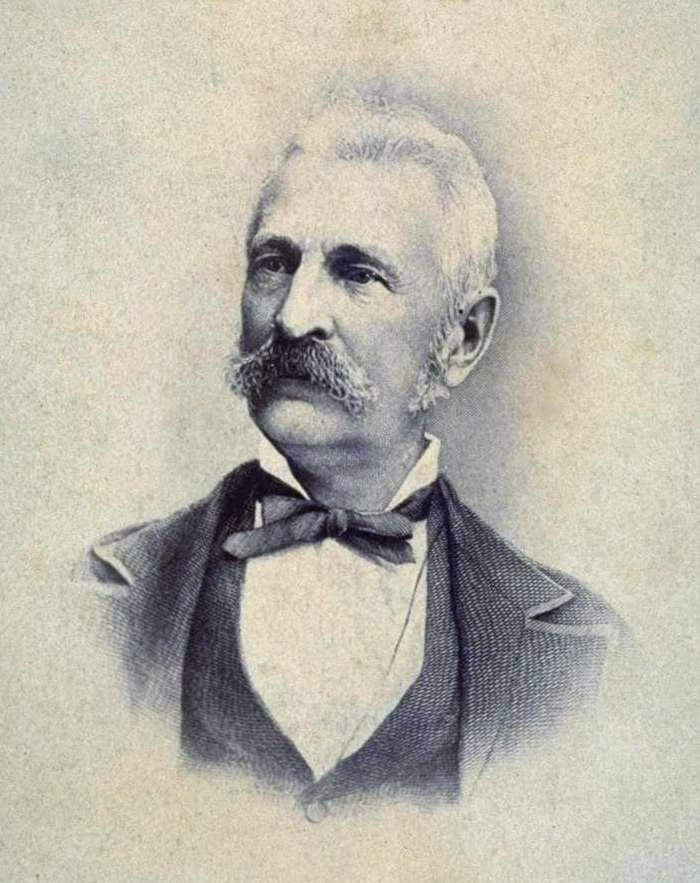
Gründer Serranus Clinton Hastings

1878 gegründet vom Richter Serranus Clinton Hastings ist das College die älteste Law School der Westküste der Vereinigten Staaten und somit auch die erste Law School im Verbund der University of California. Als Hastings der University of California das Gründungskapital für die Law School stiftete, verband er damit zwei Auflagen: Das College muss seinen Sitz in San Francisco in Nähe der Gerichte beibehalten und es darf nicht der Aufsicht der University of California unterliegen. Damit muss das College sein Budget direkt beim Staat Kalifornien beantragen. Acht der neun Aufsichtsratsmitglieder ernennt der Gouverneur von Kalifornien, das neunte Mitglied muss aus der Familie des Gründers Hastings stammen.

## Campus

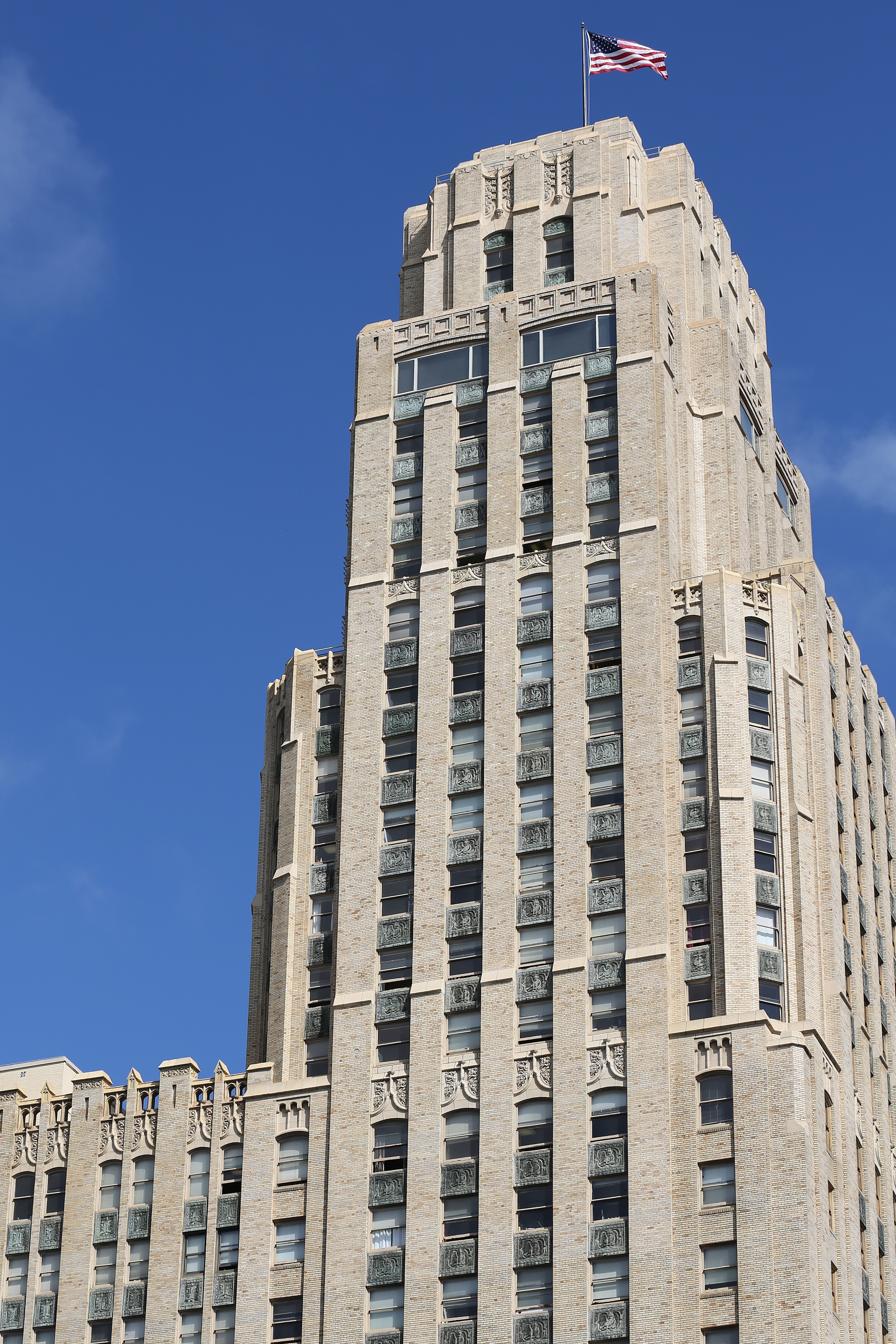
100 McAllister Street

Als eine der wenigen universitär angebundenen Law Schools teilt die UC Law SF seinen Campus nicht mit anderen Studiengängen. Der Campus umfasst drei Gebäude entlang der McAllister Street.

## Studienangebot
Das College bietet einen dreijährigen Studiengang zum Juris Doctor sowie einen einjährigen LL.M.-Studiengang.

## Publikationen
Das O’Brien Center for Scholarly Publications gibt neun wissenschaftliche Zeitschriften heraus, darunter das 1949 gegründete UC Law Journal.